# 馬里烏斯·穆溫德馬吉
馬里烏斯·穆溫德馬吉（阿拉伯语：ماريوس موانديلمادجي；1998年1月22日—），查德足球運動員，司職前鋒，現效力於土超薩姆松體育，查德國家隊成員之一。

## 職業生涯

### 波多
2018年7月17日，穆溫德馬吉與波多簽訂了一份為期四年的合約。起初的媒體報導指出這位年輕人將成為後備隊陣容之一，但是時任球隊沙治奧·干斯卡奧仍將他編入季前賽的主力陣容。
8月11日，代表葡超冠軍隊首秀的穆溫德馬吉在第81分鐘被同樣是加魯阿棉花畢業生的文森特·阿布巴卡爾替換，他在5-1戰勝沙維什的比賽中攻入了球隊的最後一粒進球。後來他被下放至葡甲的二隊中，並在11月11日以2-1戰勝CD科瓦達皮耶達德的比賽中梅開二度。
2020年1月9日，穆溫德馬吉被租借至當時位於聯賽末班的艾維斯至賽季結束。在波多降級後的2020—21年賽季，穆溫德馬吉再次返回波多一線隊。2021年1月，經雙方一致同意後，穆溫德馬吉在合約還剩18個月的情況下提前解除合約。

### RFC瑟蘭
在自由身六個月後，穆溫德馬吉於2021年7月與比利時聯賽RFC瑟蘭簽訂了一份為期兩年的合約。

### 薩姆松體育
2023年7月7日，穆溫德馬吉加盟剛升上土超的薩姆松體育，合同為期三年。

## 國家隊生涯
2019年8月，穆溫德馬吉首次被召入查德國家隊，他參加了2022年世界盃外圍賽一場對陣蘇丹的比賽，他於9月5日主場3-1戰敗的比賽中首發上場。2022年3月29日，穆溫德馬吉在2023年非洲國家盃外圍賽第二輪，一場2-2戰平甘比亞的比賽中，攻入國家隊生涯的首粒進球。

### 統計
比分左側為查德得分數
| No. | 日期           | 場地                              | 對手     | 得分 | 結果 | 比賽性質                   |
| --- | -------------- | --------------------------------- | -------- | ---- | ---- | -------------------------- |
| 1   | 2022年3月29日  | 摩洛哥阿加迪爾阿德拉爾體育場      |          | 2–1  | 2–2  | 2023年非洲國家盃外圍賽     |
| 2   | 2023年11月17日 | 馬里巴馬科3月26日體育場           |          | 1–1  | 1–3  | 2026年國際足總世界盃外圍賽 |
| 3   | 2024年3月22日  | 喀麥隆雅温得阿赫馬杜·阿希喬體育場 | 模里西斯 | 1–0  | 1–0  | 2025年非洲國家盃外圍賽     |

## 榮譽
加魯阿棉花
- 喀麥隆足球甲級聯賽：2018年（英语：2018 Elite One）[13]

個人榮譽
- LFPC當月最佳青年球員：2018年3月[14]
- LFPC當月最佳球員：2018年4月[15]

## 外部連結
- 馬里烏斯·穆溫德馬吉於ForaDeJogo的個人資料
- Soccerway資料庫：馬里烏斯·穆溫德馬吉
- 馬里烏斯·穆溫德馬吉的Instagram帳戶